# Tiaropsidium kelseyi
Tiaropsidium kelseyi is een hydroïdpoliep uit de familie Tiaropsidae. De poliep komt uit het geslacht Tiaropsidium. Tiaropsidium kelseyi werd in 1909 voor het eerst wetenschappelijk beschreven door Torrey. 